# Чащина (Ирбитское муниципальное образование)
Чащина — деревня в Ирбитском МО Свердловской области, входит в состав Фоминского сельсовета.

## География
Деревня Чащина Ирбитского муниципального образования находится в 15 километрах на западе от города Ирбит (по автомобильной дороге — 17 километров), на левом берегу реки Вязовка (левого притока реки Ирбит), в устье левого притока реки Черепанка, на территории Ирбитского государственного охотничьего заказника.

## Население
| 2002 | 2010 | 2021 |
| ---- | ---- | ---- |
| 182  | ↗191 | ↘106 |

## История
В 1918 году в честь Покрова Пресвятой Богородицы была освящена каменная, однопрестольная церковь. Покровская церковь была закрыта в 1934 году.
В настоящее время во внутрь попадает снег, купол и колокольня разрушены, росписи не сохранены, восстановление не ведётся.
В 1977 году к деревне была присоединена слившаяся с ней деревня Малая Бобровка (Ирбитский район).